# Marguerite Vogt
Marguerite Vogt (Berlín, 13 de febrero de 1913 - La Jolla, California, 6 de julio de 2007) fue una bióloga y viróloga del cáncer alemana. Destacó por su investigación sobre la poliomielitis y el cáncer en el Instituto Salk de Estudios Biológicos.

## Biografía
Fue la hija menor del neurólogo Oskar Vogt y la francesa Cécile Vogt-Mugnier. Sus padres eran destacados neurocientíficos y creció en un ambiente científico intenso. Marthe Vogt, su hermana mayor, fue una neurofarmacóloga que se convirtió en miembro de la Royal Society y profesora en Cambridge.
Marguerite Vogt obtuvo su título de medicina en la Universidad de Berlín en 1937. La familia vivió durante la Segunda Guerra Mundial en la Selva Negra, en un instituto privado en Neustadt, donde trabajó extensamente en el desarrollo de Drosophila. Publicó más de 30 artículos sobre la glándula anular y los mutantes homeóticos. Ya en 1950 Marthe Vogt se mudó al Instituto de Tecnología de California para trabajar con Max Delbrück. Gracias a él conoció a Renato Dulbecco, un miembro junior de la facultad en la división de biología y juntos, tanto Vogt como Dulbecco trabajaron en métodos para cultivar poliovirus. Fueron los primeros en cultivar con éxito el virus in vitro y pudieron purificarlo en placas, un paso esencial para la producción posterior de vacunas. Las habilidades técnicas de Vogt como cultivadora de células fueron fundamentales para este trabajo.
Esto resultó en un artículo clásico. Más tarde dirigieron su atención a los virus que causan cáncer, comenzando con el virus del polioma. Pudieron cultivar este virus y examinar su latencia, lo que resultó en otro estudio.Dulbecco fue reclutado para el recién fundado Instituto Salk de Estudios Biológicos en 1963, y Vogt se unió a él como investigador en su grupo. Continuaron su trabajo sobre los virus que causan tumores.Sin embargo, sus intereses divergieron y, en 1973, Vogt fue nombrada profesora de investigación, un puesto independiente que le permitió continuar con su interés por los orígenes del cáncer. Examinó la inmortalización celular en células cancerosas y el papel de los telómeros en este proceso. Publicó su último artículo en 1998.
Marguerite Vogt hizo contribuciones significativas como científica en múltiples áreas como genetista del desarrollo de Drosophila, como viróloga que trabajando con el premio Nobel Renato Dulbecco, y como investigadora de la transformación viral y la inmortalización celular. También, fue una influyente mentora y colega de muchos jóvenes científicos, entre ellos varios futuros premios Nobel. 
Su trabajo nunca fue reconocido con un premio importante, destacó por su dedicación y estuvo ocupada en su laboratorio hasta los 80 años.
Murió con 94 años el 6 de julio de 2007 en su casa de La Jolla, California.